# Mrs. Soffel
Pour plus de détails, voir Fiche technique et Distribution.
Mrs. Soffel est un film américain réalisé par Gillian Armstrong, sorti en 1984.

## Synopsis
En hiver 1901, l’épouse du directeur d'une prison tombe amoureuse de Ed Biddle un jeune détenu avec son frère tous deux accusés de meurtre qu'elle aidera à s'enfuir.

## Fiche technique
- Titre : Mrs. Soffel
- Réalisation : Gillian Armstrong
- Scénario : Ron Nyswaner
- Production : David Nicksay, Scott Rudin et Edgar J. Scherick
- Société de production : Metro-Goldwyn-Mayer
- Musique : Mark Isham
- Photographie : Russell Boyd
- Montage : Nicholas Beauman
- Pays de production : États-Unis
- Format : Couleurs - 1,85:1 - Dolby
- Genre : Biopic
- Durée : 110 minutes
- Date de sortie : 
  - États-Unis : 26 décembre 1984 (sortie limitée)
  - France : 1987 (directement en VHS[1])

## Distribution
Sauf indication contraire, les informations mentionnées dans cette section peuvent être confirmées par la base de données cinématographiques IMDb,  présente dans la section « Liens externes ».
- Diane Keaton (VF : Béatrice Delfe) : Kate Soffel
- Mel Gibson (VF : Jean-Pierre Moulin) : Ed Biddle
- Matthew Modine (VF : Thierry Ragueneau) : Jack Biddle
- Edward Herrmann (VF : Jean-Luc Kayser) : Warden Peter Soffel
- Trini Alvarado (VF : Françoise Dasque) : Irene Soffel
- Jennifer Dundas (VF : Véronique Rivière) : Margaret Soffel
- Danny Corkill (VF : Fabrice Josso) : Eddie Soffel
- Harley Cross : Clarence Soffel
- Terry O'Quinn : inspecteur Buck McGovern
- Pippa Pearthree : Maggie
- William Youmans (VF : Frédéric Norbert) : le garde George Koslow
- Maury Chaykin : le garde Charlie Reynolds
- Wayne Robson (VF : Alain Flick) : Halliday
- Dana Wheeler-Nicholson (VF : Emmanuèle Bondeville) : Jessie Bodyne
- Tom Harvey (VF : Alain Flick) : le jeune avocat Billy Burke
- David Fox (VF : Michel Paulin) : McNeil
- Valerie Buhagiar : Alice
- Jack Mather : M. Watson
- Charles Jolliffe : le shérif Hoon
- Lee-Max Walton (VF : Fabrice Josso) : Harry
- John Dee : le vieux prisonnier
- Sean Sullivan : le fermier
- Walter Massey : le procureur de la république
- Paula Trueman : Mme Stevenson
- Heather Graham (sans dialogue) : l'ouvrière (non créditée)
- Dan Lett (VF : Fabrice Josso) : le jeune homme (non crédité)